# Gephyroberyx
Gephyroberyx is een geslacht van straalvinnige vissen uit de familie van de zaagbuikvissen (Trachichthyidae). Het geslacht is voor het eerst wetenschappelijk beschreven in 1902 door Boulenger.

## Soorten
- Gephyroberyx darwinii (Johnson, 1866)
- Gephyroberyx japonicus (Döderlein, 1883)
- Gephyroberyx philippinus Fowler, 1938